# Sadová
Sadová település Csehországban, a Hradec Králové-i járásban. Sadová Čistěves, Mžany, Dohalice és Sovětice településekkel határos. Lakosainak száma 316 fő (2024. január 1.).

## Népesség
A település lakosságának változását az alábbi diagram mutatja:
| Lakosok száma | 105  | 205  | 181  | 225  | 369  | 326  | 319  | 320  | 322  | 316  |
|               | 1869 | 1890 | 1921 | 1950 | 1980 | 2001 | 2017 | 2019 | 2022 | 2024 |